# Єрошенко Василь Миколайович
Василь Миколайович Єрошенко (рос. Василий Николаевич Ерошенко; 31 грудня 1907 (13 січня 1908), Катеринодар — 6 травня 1972) — контрадмірал, в роки радянсько-німецької війни активний учасник оборони Севастополя, командир лідеру «Ташкент» та крейсера «Красний Кавказ».

## Біографія
Народився 31 грудня 1907 року (13 січня 1908 року за новим стилем) у Катеринодарі (нині місто Краснодар Російської Федерації) в родині залізничного службовця. Закінчив дорожньо-будівельний технікум, з жовтня 1926 року по 1 травня 1930 року навчався у Військово-морському училищі імені М. В. Фрунзе в Ленінграді, після закінчення якого був призначений для проходження служби на Чорне море.
Після прибуття до місця служби отримав призначення на лінійний корабель «Паризька комуна», де виконував спочатку обов'язки помічника вахтового начальника, а потім протягом півтора року — далекомірного фахівця. Потім виконував посади далекомірного фахівця на «Паризькій комуни» був штурманом, помічником командира і тимчасово виконуючим обов'язки командира на канонерського човні «Червоний Аджарістан». У березні 1937 року, в званні старшого лейтенанта був призначений командиром тральщика «Вантаж», яким командував близько року, до грудня 1937 року. Пізніше був командиром есмінця «Шаумян», на посаді капітан-лейтенанта — командиром лідера «Москва». З червня 1941 року по липень 1942 року командував лідером «Ташкент». 26 червня 1942 року він доставив до міста поповнення, військові вантажі й вивіз на Кавказ 2 500 поранених і жителів Севастополя. На цьому кораблі були доставлені до Новоросійська вцілілі частини полотна панорами «Оборона Севастополя 1854—1855 років». Усі члени екіпажу лідера були удостоєні урядових нагород.
Наступним кораблем, яким командував В. М. Єрошенко, став крейсер «Червоний Кавказ». Після закінчення бойових дій командував різними кораблями Чорноморського і Балтійського флотів СРСР. Закінчив військову службу на Балтиці на посаді командира дивізії кораблів, що будуються.
Помер 6 травня 1972 року. Похований на Серафимовському кладовищі Санкт-Петербурга.

## Пам'ять

Анотаційна дошка на вулиці Єрошенка

5 травня 1975 року іменем Василя Єрошенка названа вулиця в Гагарінському районі Севастополя.